# Kašpar Gschwandtner
Kašpar Gschwandtner, též Caspar Schwandtner (2. června 1709 Tergesel, Horní Bavorsko – 1. října 1765 Praha), byl český zlatník bavorského původu v období pozdního baroka a rokoka.

## Život
Narodil se jako jedno z 10 dětí bavorského měšťana Michaela Gschwandtnera. Vyučil se v Praze u Gottfrieda Lambrechta, u něhož byl v letech 1732-1736 čtyři roky tovaryšem. Jako tovaryš dorazil do Vídně a pod vedením svého vrstevníka Johanna Josefa Würtha pracoval v letech 1735–1736 nejprve ve Vídni na zhotovení, a potom v Praze na instalaci náhrobku sv. Jana Nepomuckého v katedrále sv. Víta na Pražském hradě. V roce 1737 získal v Praze na Starém Městě městské právo a 10. ledna roku 1738 byl přijat jako mistr do staroměstského cechu zlatníků a stříbrníků. Byl dvakrát ženat, poprvé se oženil roku 1737 s Terezií Markétou, vdovou po svém mistrovi Lambrechtovi, s níž vyženil dva syny. Podruhé se oženil roku 1744 s Karolínou Khylauovou. Bydlel v Platnéřské ulici na Starém Městě pražském. Zemřel na tuberkulózu.

## Dílo
Vytvořil na dvě desítky dochovaných prací, především chrámového stříbra, z něhož vynikají tři sluncové monstrance pro klášter benediktinů v Břevnově, pro jezuity do poutního kostela Panny Marie na Svaté Hoře u Příbrami a pro klášterní kostel sv. Františka Řádu křižovníků s červenou hvězdou v Praze, dále oltářní kříž pro cech staroměstských zlatníků.
Svými pracemi je zastoupen například ve sbírkách Národního muzea v Praze a Severočeského muzea v Liberci.